# Yūsaku Matsuda
Yūsaku Matsuda (松田優作?, Matsuda Yūsaku; Shimonoseki, 21 settembre 1949 – Tokyo, 6 novembre 1989) è stato un attore giapponese.

## Biografia
Matsuda nacque a Shimonoseki, nella prefettura di Yamaguchi (nella regione del Chūgoku), il 21 settembre del 1949 da padre giapponese, una guardia giurata che però non conobbe mai, e da madre coreana, emigrata in Giappone durante la seconda guerra mondiale. La sua prima esperienza di recitazione risale all'età di 23 anni, quando ebbe modo di presentarsi al pubblico giapponese nei panni di un cadetto di polizia, il "Jeans Detective", per uno show intitolato Taiyō ni hoero! (Abbaia al sole!). Oltre a questo ruolo, che lo rese famoso molto giovane, viene ricordato alla televisione giapponese per Tantei Monogatari ("Storia poliziesca"), dove interpretava un poliziotto distratto. Apparve in una quantità di spettacoli e lungometraggi per la TV, quasi tutti basati sull'azione fisica.
Un film di Ridley Scott, Black Rain - Pioggia sporca (Black Rain, 1989), gli aprì le porte della carriera ai massimi livelli della scena internazionale, nel ruolo del sanguinario malavitoso Sato, ma Matsuda, che soffriva da tempo di un Carcinoma della vescica, morì poco tempo dopo l'uscita del film nelle sale.
Lasciò due figli, allora rispettivamente di 6 e 4 anni: Ryuhei (龍平) e Shota (翔太), entrambi divenuti a loro volta attori.
Yūsaku Matsuda è sepolto al cimitero di Nishitama, ad Akiruno, poco lontano da Tokyo.

## Nella cultura di massa
Vari anime e manga giapponesi hanno reso omaggio postumo al celebre attore e alle sue interpretazioni:
- Il personaggio impersonato da Matsuda in Tantei Monogatari è stata la principale fonte d'ispirazione per la creazione di Spike Spiegel, il protagonista del cartone Cowboy BeBop. In particolare, Spike prende da Matsuda il taglio di capelli, alcune caratteristiche fisiche e il cappello, che Matsuda usava indossare nella serie.[senza fonte]
- L'aspetto dell'ammiraglio Aokiji, personaggio del manga e anime One Piece, è basato su quello di Matsuda.[senza fonte]
- Insieme a Bruce Lee, Matsuda ispirò al disegnatore Tetsuo Hara il volto di Kenshiro della Divina Arte di Hokuto.[3]
- Il personaggio principale del videogame Onimusha 2: Samurai's Destiny è stato ricalcato su Matsuda.[senza fonte]

## Filmografia parziale
- Black Rain - Pioggia sporca (Black Rain), regia di Ridley Scott (1989)

## Doppiatori italiani
- Massimo Lodolo in Black Rain - Pioggia sporca